# Nordborneo i olympiska sommarspelen 1956
Nordborneo deltog i olympiska sommarspelen 1956 i Melbourne, Australien. Detta var de enda olympiska spel där Nordborneo deltog, och 1963 blev Nordborneo en del av Malaysia.

## Resultat

### Friidrott
- Tresteg herrar
  - Gabuh bin Piging - 24
  - Sium bin Diau - 28